# Sacañet
Sacañet (valencianisch: Sacanyet) ist eine Gemeinde (Municipio) mit 77 Einwohnern (Stand: 2024) in der Provinz Castellón in der spanischen autonomomen Region Valencia. 

## Geographie
Sacañet liegt etwa 58 Kilometer westsüdwestlich der Provinzhauptstadt Castellón de la Plana und etwa 49 Kilometer nordnordwestlich von Valencia im Bezirk Alto Palancia in einer Höhe von ca. 1015 m. 

## Sehenswürdigkeiten

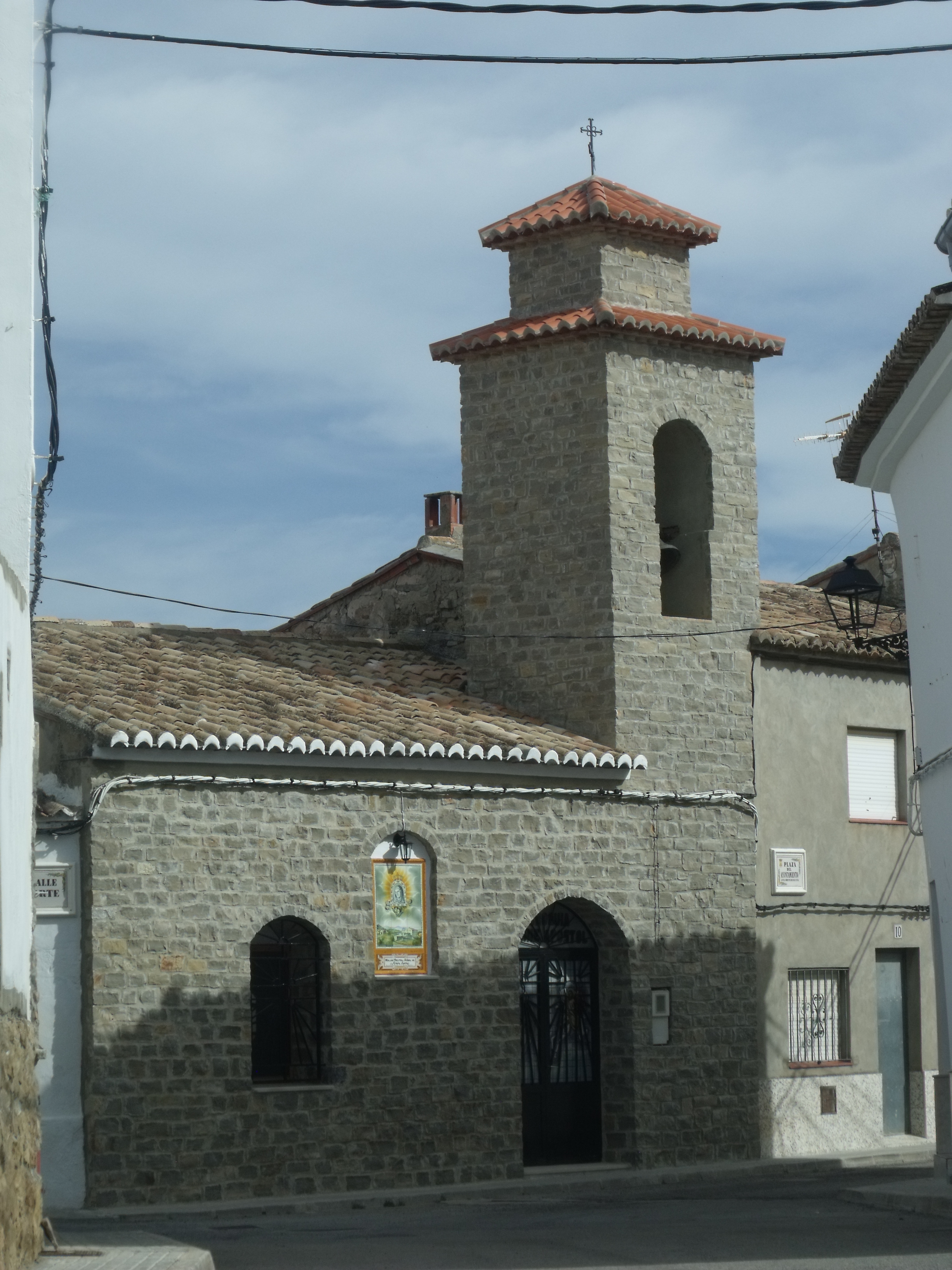
Isidorkirche
- Barbarakirche
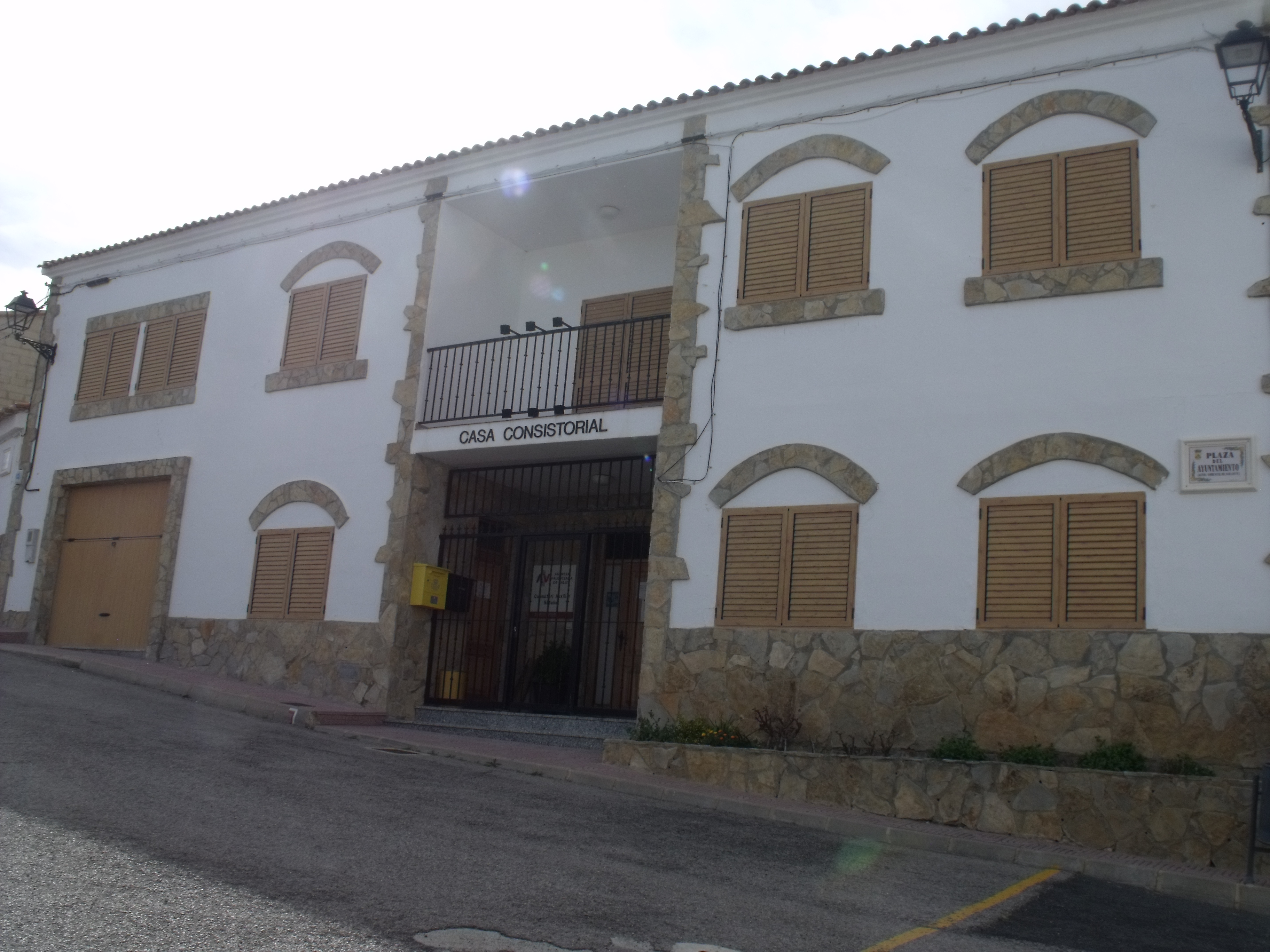
Rathaus

- Isidorkirche
- Rathaus